# Pax Recordings
Pax Recordings is een Amerikaans platenlabel voor geïmproviseerde muziek, experimentele muziek, noise, elektronische muziek, free jazz, hedendaagse gecomponeerde muziek en avant-rock. Het label werd in 1997 opgericht door Jennifer Jones en Ernesto Diaz-Infante en is gevestigd in San Francisco. 
Musici en groepen die op het label uitkwamen zijn The Abstractions, Aaron Bennett, Kyle Bruckmann, Andre Custodio, Matt Davignon, Ernesto Diaz-Infante, D.I.S.K., David Dvorin, Helena Espvall, Marcos Fernandes, Chris Forsyth, Stephen Flinn, Morgan Gruberman, Matt Hannafin, 99 Hooker, Tohru Kanayama, Bonnie Kane, Marina Lazzara, Thollem Mcdonas, Miba, Molly Sturges, Robert Montoya, Manuel Mota, Muck, Na, Neshama Alma Band, Gino Robair, Ernesto Rodrigues, Jess Rowland, LX Rudis, John Shiurba, Sabrina Siegel, Karen Stackpole, Moe! Staiano, Pablo St.Chaos, Marjorie Sturm, Dave Tucker en Ian Yeager.